# Уједињени кинолошки савез
Уједињени кинолошки савез (енгл. United Kennel Club) је кинолошки савез основан 1898. године у САД.

## Класификација паса
УКС је међународни регистар паса и тренутно признаје преко 300 пасмина. Свака раса је развијена са јасно одређеном сврхом или задатком. То може да варира од чувања домаћинства, ловљења са власником, па све до бескрајних сати уживања са псима за пратњу. Расе су класификоване на основу прошле или садашње функције, порекла и региона где су се развиле. Пасмине су класификоване у осам група.
1. Пси за пратњу
2. Пси чувари
3. Ловачки пси
4. Пастирски пси
5. Северне врсте
6. Трагачи по крви (крвоследници)
7. Хртови и примитивни тип паса
8. Теријери

## Историја
УКС је основао, 10. фебруара 1898. године, Ченси З. Бенет, који је био незадовољан осталим регистрима паса, за које је сматрао да су то обични изложбени пси за богаташе. Бенет је зачео и промовисао идеју о „комплетном псу”, тј. псу који оправдава свој изглед; интелигенција и радна способност су били важни као и изглед. Бенет је пронашао нишу међу власницима радних паса, као што су пастирски и ловачки пси.

### Председници
- Ченси З. Бенет - оснивач и председник од 1898. до 1936. године покренуо је систем евидентирања паса. Први регистрован пас, УКС број 1, био је Бенетов амерички пит бул теријер.[3]
- Френсис Бенет Фурман - председница од 1936. до 1944. године,[4] кћерка Ченсија Бенета, побољшала је уреднички садржај и настанак УКС магазина, Bloodlines.
- Е.Г. Фурман - председник од 1944. до 1973. године, Френсисин муж и Ченсијев зет, промовише изложбе паса и уводи четири врсте УКС догађаја: изложбе на клупи, ноћни лов, теренски испит и трке на води.
- Фред. Т. Милер - председник од 1973. до 2000. године покренуо је много корака ка модернизацији, које су довеле до побољшањеа корисничке службе и одговара на упите о регистрацији.
- Вејн Р. Кавана - председник од 2000. до 2014. године унапредио је задатак УКС као проактивног где се здравље и виталног сваке расе стављају у први план пре било какве одлуке.
- Тања Раб - председница од 2014. до данас. Тања је у овој организацији од 1989. године, а фокусира се на корисничку службу и промоцију филозофије „комплетног пса”